# Cicolluis
Cicolluis o Cicoluis (també conegut com Cicollus, Cicolus, Cicollui o Cichol) és un déu de la mitologia Celta adorat pels antics pobles Gals que té un paral·lel a Irlanda. El nom és en llengua gala i significa “tot pit” o “gran pit” i és probable que faci referència a la força de la divinitat.
A la religió dels gals, Cicolluis acostuma a ser un epítet equivalent al déu Mart, divinitat de la guerra pels romans. Una inscripció dedicatòria en llatí trobada a Narbona porta les paraules MARTI CICOLLUI ET LITAVI (“Mart Cicolluis i Litavis”)., “Mart Cicolluis” té també dedicatòries a Xanten, Alemanya, i Aignay-le-Duc (on la seva consort és anomenada Litavis) i Mâlain (on la seva consort és anomenada Litavis i també Bellona, que és la deessa romana de la guerra).
“Cicolluis” és anomenat en exclusiva, no com un epítet del déu Mart, en una inscripció a Chassey, a la Costa d'Or, al Franc-Comtat i en una inscripció parcial a Ruffey-lès-Echirey, també a la Costa d'Or de la Borgonya. A Dijon, en canvi, és conegut com a “Mart Cicoluis.” A Windisch, Suïssa, és conegut com a “Cicollus”.
Cicolluis També pot ser comparat a Cichol o Cíocal Gricenchos, el més primerenc cap o dirigent esmentat del poble dels Fomorians o Fomóiri, el mítics i semi-divinals habitants inicials d'Irlanda, presents a la mitologia irlandesa. Segons l'historiador irlandès Seathrún Céitinn, també conegut pel nom anglès de Geoffrey Keating, del segle XVII, el mític Cichol fomorià va arribar a Irlanda amb cinquanta homes i cinquanta dones damunt sis barques, cent anys després del diluvi universal. Allà, el seu poble va viure dels peixos i de les aus durant dos-cents anys, fins a l'arribada de Partholón i el seu poble, que van introduir l'agricultura i que va envaïr i derrotar el fomorians a la Batalla de Magh Ithe.
El nom de Cicolluis probablement deriva de les reconstruïdes arrels proto-cèltiques *k-kƒ (que signifiquen “pit,” però que també refereix als significats celtes insulars de “carn,” com ara l'irlandès cich [“carn”]), el gal·lès cig [“carn / de carn”] i *olyo (“tot,” “totalitat,” o “cada”); aquestes arrels porten a l'actual traducció del nom del déu com a “tot pit” o “gran pit.” Aquest epítet podria al·ludir a la força del cap guerrer Cichol dels fomorians. I potser per aquest motiu, Cicolluis hauria estat identificat amb el déu guerrer romà Mart i pot haver estat considerat una deitat protectora.